# 삼성 갤럭시 퀀텀3
삼성 갤럭시 퀀텀3(글로벌 기종: 삼성 갤럭시 M53 5G)는 삼성전자가 자사의 갤럭시 M 시리즈의 일부로 개발한 중급 안드로이드 스마트폰이다. 이 전화는 2022년 4월 7일에 발표되었다. 주요 기능은 MideaTek의 SoC Dimensity 900 5G, 120 Hz Super AMOLED Plus 디스플레이, 108 MP 메인 카메라와 25W 고속 충전을 지원하는 5000 mAh 배터리를 갖춘 트리플 카메라 설정이다. 한국에는 SK 텔레콤 단독으로 출시되었다.

## 사양

### 하드웨어
삼성 갤럭시 퀀텀3는 미디어로 구동된다.6nm 프로세스의 Tek Dimensity 900 5G SoC, 통합 5G 모뎀, 2.4GHz Cortex-A78 Gold 코어를 갖춘 고성능 클러스터, 6x 2.0GHz Cortex-A55 Silver 코어와 말리-G68 MC4 GPU를 갖춘 전력 효율 클러스터로 구성된 옥타 코어 CPU, 107인치 AME를 갖춘 10917 인치 디스플레이이다. ct 비율, ~393ppi 픽셀 밀도, 120Hz 리프레시 속도 및 16M 색상. 후면에는 f/1.8 조리개를 가진 108 MP 메인 카메라, f/2.2 조리개를 가진 8 MP 초광각 카메라, f/2.4 조리개를 가진 2 MP 매크로 카메라, f/2.4 조리개를 가진 2 MP 깊이 카메라가 장착되어 있다. 디스플레이의 원형 펀치 구멍에 f/2.2 조리개를 가진 32 MP 전면 카메라가 있다. 메인 카메라와 전면 카메라의 4K 비디오 녹화를 지원한다. 그것은 25W 급속 충전을 지원하는 5000mAh 비탈착식 배터리를 가지고 있다. 하지만 박스에는 25W 충전기가 없고 따로 구매한다. 6/8 GB RAM과 128/256 GB 내장 스토리지를 제공하며 최대 1TB까지 하이브리드 SIM/마이크로SD 카드 슬롯을 통해 메모리 확장을 지원한다.

### 소프트웨어
삼성 갤럭시 퀀텀3는 안드로이드 12와 삼성의 독자적인 사용자 인터페이스 One UI 4.1과 함께 출하된다. 녹스 보안 스위트 및 AltZMode와 함께 제공된다.